# Parede do pólo sul

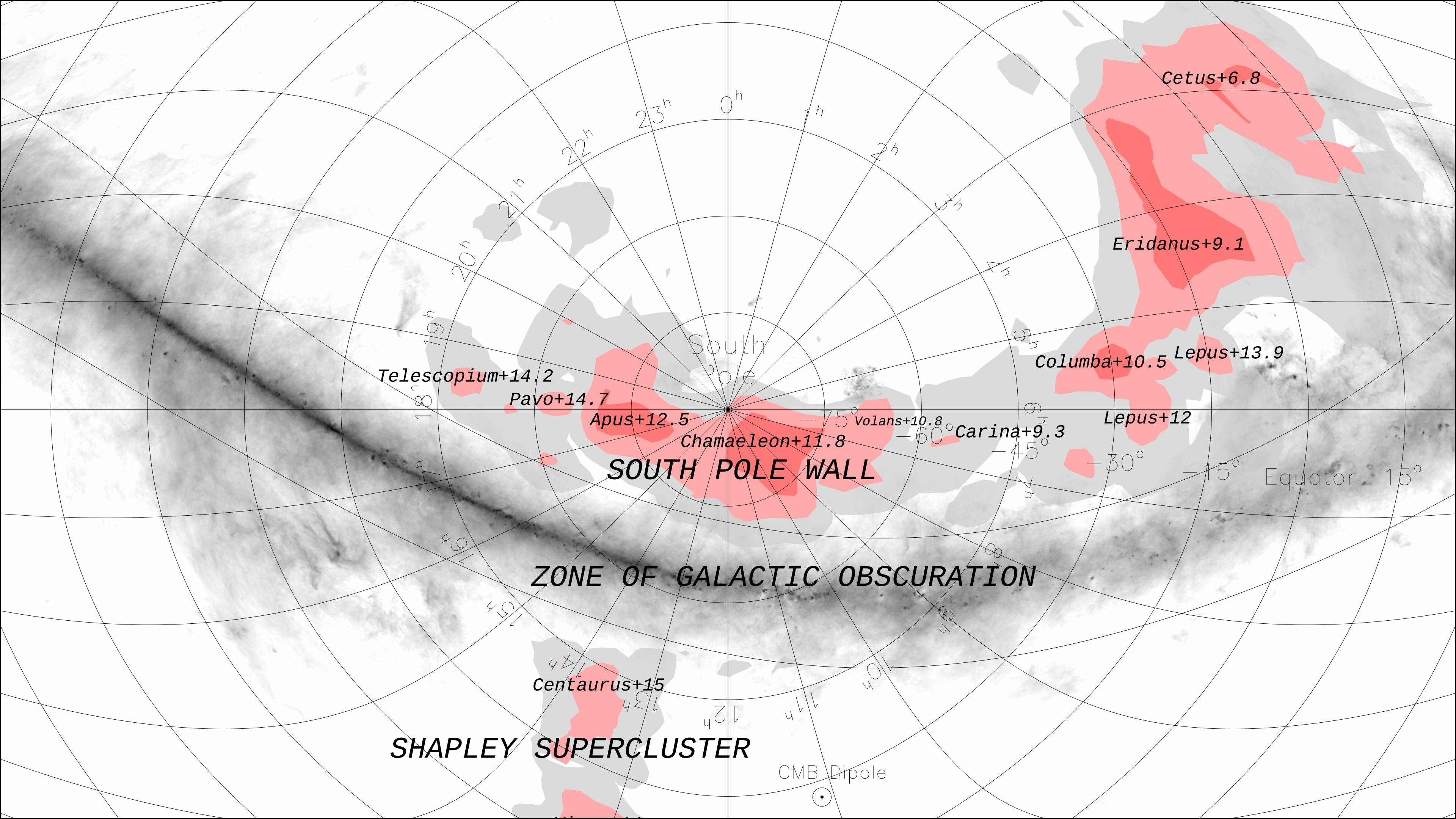
Projeção da Parede do Pólo Sul em coordenadas celestes

Em cosmologia, a parede do pólo sul é uma estrutura com 1,4 bilhão de anos-luz de diâmetro e contém centenas de milhares de galáxias. A parede do Pólo Sul fica adjacente da zona de obstrução galáctica e está localizada perto do complexo Chamaeleon, que é uma grande região formadora de estrelas. Vista da Terra está abaixo do pólo sul.